# Mary Ann Campana
Mary Ann Campana, all'anagrafe Edvige Bianca Maria Campana (Barrea, 8 aprile 1913 – Lakewood, 2009), è stata un'aviatrice italiana, emigrata negli Stati Uniti d'America.

## Biografia
Edvige Campana nacque a Barrea (AQ), in Abruzzo, l'8 aprile 1913. Nel 1921, pressoché adolescente, emigrò insieme alle quattro sorelle e ai genitori in cerca di lavoro, negli Stati Uniti d'America nell'East Side di Youngstown, in Ohio. Studiò nella scuola pubblica Lincoln Elementary e successivamente frequentò il college dell'East High School. Si appassionò dell'aviazione tanto da essere stata nel 1932 la prima donna in Ohio a conseguire la licenza di pilota, dopo aver frequentato un corso presso l'aeroporto civile regionale di Youngstown-Warren.
Il 4 giugno 1933 sui cieli della contea di Mahoning la pioniera allora ventenne dell'aviazione civile batté il record mondiale di resistenza nella classe degli aerei leggeri volando su un monoplano per 12 ore e 27 minuti senza paracadute e con 
il rifornimento base di galloni di benzina.
Volò per l'ultima volta nel 1943 per dedicare la sua vita al commercio e all'imprenditoria, in particolare ai grandi magazzini Strouss-Hirshberg e ai marchi May Company e Pollyanna Clothes.
Ritiratasi a Lakewood nella contea di Cuyahoga vicino a Cleveland, morì nel 2009 all'età di 96 anni.

## Onorificenze

### Altri riconoscimenti
A Mary Ann Campana è dedicato dal 1993 un pannello di uno dei parchi Historical Marker dell'Ohio. Ha ricevuto riconoscimenti e onorificenze dal presidente degli Stati Uniti d'America, Ronald Reagan e dalle istituzioni culturali del National Aeronautics Administration e del National Air and Space Museum. 
Nel 2015 all'Ernie Hall Aviation Museum di Warren è stata allestita una mostra dedicata all'aviatrice italo-americana
Nel 2022 è stata svelata una targa commemorativa al belvedere Il Colle nel centro storico del comune italiano di Barrea.